# Nicocles politus
Nicocles politus là một loài ruồi trong họ Asilidae. Nicocles politus được Say miêu tả năm 1823.